# Auburn (Nebraska)
Auburn es una ciudad ubicada en el condado de Nemaha en el estado estadounidense de Nebraska. En el Censo de 2010 tenía una población de 3460 habitantes y una densidad poblacional de 612,52 personas por km².

## Geografía
Auburn se encuentra ubicada en las coordenadas 40°23′22″N 95°50′37″O / 40.38944, -95.84361. Según la Oficina del Censo de los Estados Unidos, Auburn tiene una superficie total de 5.65 km², de la cual 5.65 km² corresponden a tierra firme y (0%) 0 km² es agua.

## Demografía
Según el censo de 2010, había 3460 personas residiendo en Auburn. La densidad de población era de 612,52 hab./km². De los 3460 habitantes, Auburn estaba compuesto por el 97.28% blancos, el 0.46% eran afroamericanos, el 0.23% eran amerindios, el 0.69% eran asiáticos, el 0.03% eran isleños del Pacífico, el 0.29% eran de otras razas y el 1.01% pertenecían a dos o más razas. Del total de la población el 1.94% eran hispanos o latinos de cualquier raza.